# 趙楫 (隆慶進士)
趙楫（1545年—？），字汝進，號用吾，順天府大興縣民籍，浙江山陰縣人，明朝政治人物。

## 生平
隆慶四年（1570年）庚午科順天府鄉試第九十四名舉人。隆慶五年（1571年）聯捷辛未科會試第三百六十五名，三甲第一百一十三名進士。都察院觀政，初授诸城知县，万历五年（1577年）七月考选山东道試御史，六年巡按陕西甘肃，九年冬十一月巡按河南，十年升四川参议，十一年三月调山东，十三年二月升湖广副使，终养辞官。十五年丁内憂，服闋，复除湖广副使。二十年七月调山西副使、备兵宁武道，二十一年升陕西右参政，榆林兵备，二十三年十一月以軍功加升按察使，二十五年五月以延绥捷功升一级，任本省右布政使兼副使，照旧管理榆林中路兵备。二十八年七月升都察院右佥都御史、巡抚辽东地方赞理军务兼管备倭，三十年十二月升右副都御史，仍旧巡抚，三十三年十一月以蓟辽昌保四镇大阅八事，加升兵部右侍郎，荫一子入监读书，给与应得诰命，三十四年加正二品服俸，加升右都御史。三十六年六月因将辽东开拓宽奠等六城堡军民当作逃民，给帖驱逐六万四千馀家，又遭女真奴虏残蹂，被兵科都给事中宋一韩弹劾，辽东巡按御史熊廷弼奉命勘查得实，遂停职回籍候代。

## 家族
曾祖趙名；祖父趙鏜；父趙瀚，贈诸城知县。母李氏。慈侍下。兄桐、棟。弟松。